# Christina Robertson

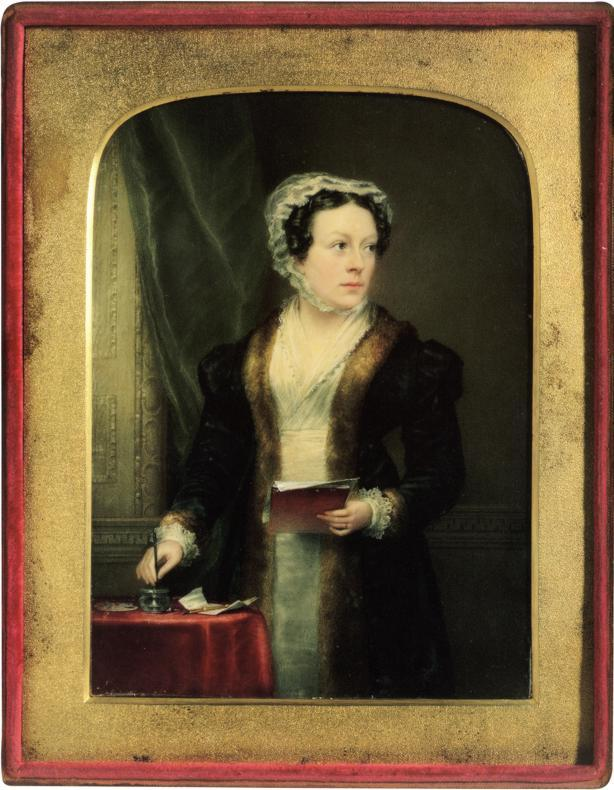
Selbstporträt 1822

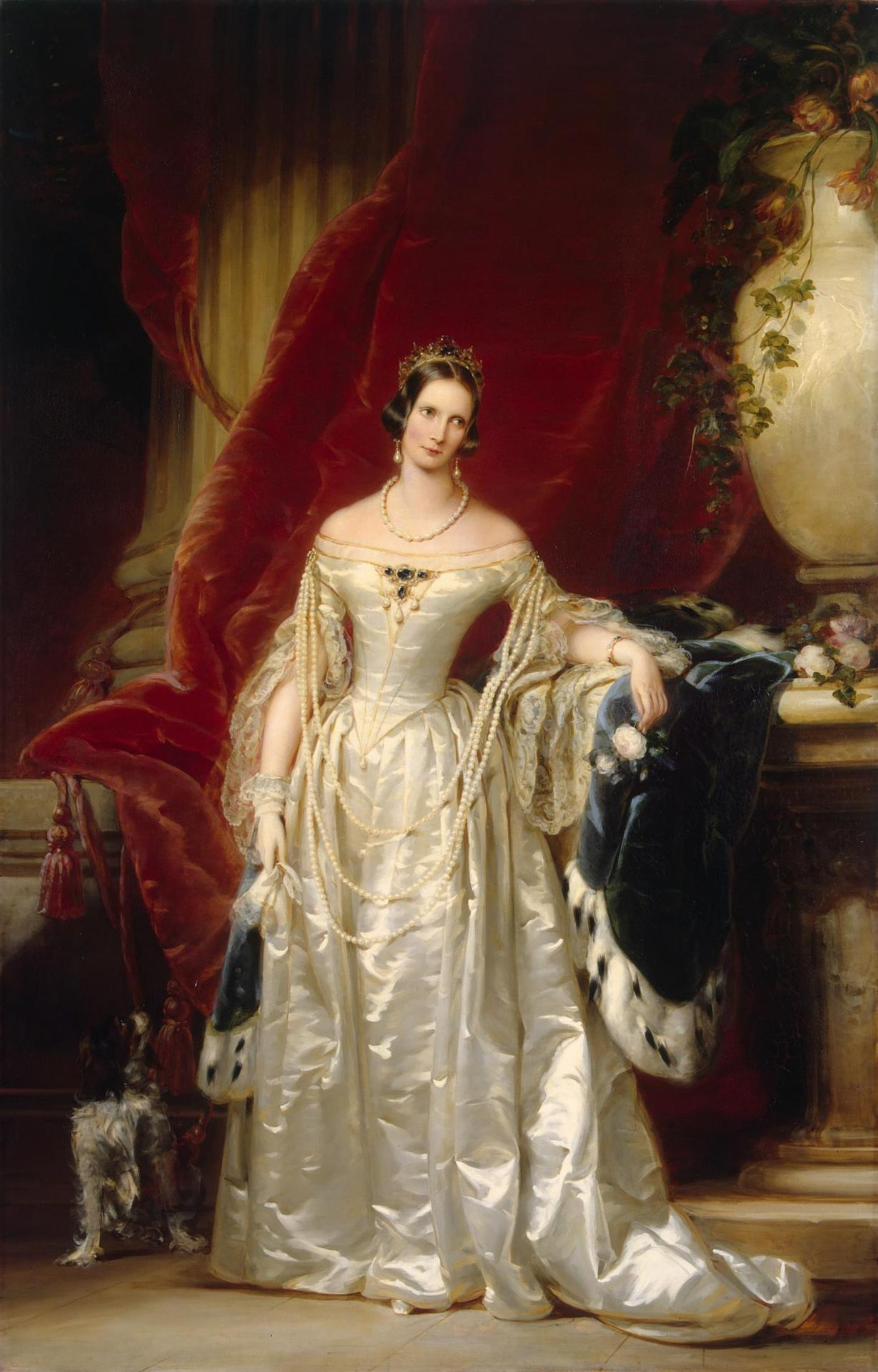
Zarin Alexandra Fjodorowna

Christina Robertson geborene Saunders, russisch Кристина Робертсон (* 17. Dezember 1796 in Kinghorn, Grafschaft Fife, Schottland; † 30. April 1854 in St. Petersburg) war eine schottische Porträtmalerin und in späteren Jahren Hofmalerin am russischen Zarenhof.

## Leben
Christina Saunders erhielt Malunterricht bei ihrem Onkel, dem Porträtmaler George Sa(u)nders (1774–1846) und begann ihre Karriere in seinem Haus in London.
Bald wurde sie eine erfolgreiche Porträtmalerin und erhielt zahlreiche Aufträge, zunächst von schottischen Auftraggebern für ihre Miniaturen, später auch für Öl- und Aquarellgemälde. Sie wurde als erste Frau Mitglied der Royal Scottish Academy.
Ab 1823 war sie mit dem Miniaturmaler James Robertson verheiratet und stellte an der Royal Academy aus. Bis 1828 hatte sie ihr eigenes Studio. Im folgenden Jahr wurde sie das erste Ehrenmitglied der Royal Scottish Academy. In den 1830er Jahren verließ sie ihren Ehemann und ihre vier Kinder. 
Sie arbeitete in der Mitte der 1830er Jahre in Paris und kam 1839 nach St. Petersburg, wo sie viele Aufträge vom Zarenhof erhielt, um die beim Brand des Winterpalastes 1837 zerstörten Gemälde zu ersetzen und Bildnisse der Kaiserin Alexandra Fjodorowna und ihrer drei Töchter Maria, Olga und Alexandra anzufertigen. Ihr Porträt der Zarin wurde von Valentin Schertle auf Lithografie übertragen. Robertson war bis 1841 in St. Petersburg und wurde im selben Jahr zum Ehrenmitglied der Kaiserlichen Akademie der Künste ernannt. 
Im Jahr 1847 kehrte Robertson nach St. Petersburg zurück. Im Januar 1849 wurde sie erneut in den Winterpalast eingeladen, um Porträts der Schwiegertöchter von Nikolaus I. – Maria Alexandrowna und Alexandra Iosifowna – zu malen. 
In den letzten Lebensjahren konnte sie wegen Geldmangels nicht nach England zurückkehren. Ihr Tod während des Krimkrieges, als die Mehrheit der britischen Kolonie in St. Petersburg Russland verließ, blieb unbemerkt. Die Künstlerin wurde auf dem Wolkowo-Friedhof begraben.